# Jacques Paganel
Jacques Paganel, est l'un des personnages principaux du roman Les Enfants du capitaine Grant de Jules Verne. Paganel représente le personnage type du savant distrait.

## Description
Verne donne une caractérisation de son héros:
« Cet homme grand, sec et maigre, pouvait avoir quarante ans ; il ressemblait à un long clou à grosse tête ; sa tête, en effet, était large et forte, son front haut, son nez allongé, sa bouche grande, son menton fortement busqué. Quant à ses yeux, ils se dissimulaient derrière d’énormes lunettes rondes, et son regard semblait avoir cette indécision particulière aux nyctalopes. Sa physionomie annonçait un homme intelligent et gai ; il n’avait pas l’air rébarbatif de ces graves personnages qui ne rient jamais, par principe, et dont la nullité se couvre d’un masque sérieux. Loin de là. Le laisser-aller, le sans-façon aimable de cet inconnu démontraient clairement qu’il savait prendre les hommes et les choses par leur bon côté. Mais sans qu’il eût encore parlé, on le sentait parleur, et distrait surtout, à la façon des gens qui ne voient pas ce qu’ils regardent, et qui n’entendent pas ce qu’ils écoutent. Il était coiffé d’une casquette de voyage, chaussé de fortes bottines jaunes et de guêtres de cuir, vêtu d’un pantalon de velours marron et d’une jaquette de même étoffe, dont les poches innombrables semblaient bourrées de calepins, d’agendas, de carnets, de portefeuilles, et de mille objets aussi embarrassants qu’inutiles, sans parler d’une longue-vue qu’il portait en bandoulière. »
Pour Dominique Lejeune, « Paganel symbolise le passage paradoxal et incongru de la géographie en chambre à l’exploration ».

## Histoire
Dans le roman, Paganel est le « secrétaire de la Société de Géographie de Paris, membre correspondant des Sociétés de Berlin, de Bombay, de Darmstadt, de Leipzig, de Londres, de Pétersbourg, de Vienne, de New-York, membre honoraire de l’Institut royal géographique et ethnographique des Indes orientales, qui, après avoir passé vingt ans de sa vie à faire de la géographie de cabinet, a voulu entrer dans la science militante, et se dirige vers l’Inde pour y relier entre eux les travaux des grands voyageurs. »,
Mais il embarque par erreur sur le Duncan, le yacht des protagonistes (qui va en Patagonie), c'est la première des bévues de Paganel.
Une autre erreur a été d'apprendre la langue portugaise accidentellement, plutôt que l'espagnol. Paganel a étudié Les Lusiades de Camões pendant six semaines, croyant que le poème était écrit en espagnol.
Paganel s'avère néanmoins être un membre important du groupe de recherche. Son interprétation des documents est vitale pour l'avancement du roman ; il fournit également de nombreuses références géographiques et est une source constante d'humour.

## Au cinéma et à la télévision
Acteurs qui ont joué Paganel à l'écran :
- Nikolaï Tcherkassov, dans Les Enfants du capitaine Grant (1936)
- Maurice Chevalier, dans Les Enfants du capitaine Grant (1962)
- Lembit Ulfsak, dans À la recherche du capitaine Grant (1985)

## Littérature
La maison d'édition de la Sociedad Hispánica Jules Verne porte son nom : ediciones Paganel.